# Michael Pietsch (Mediziner)

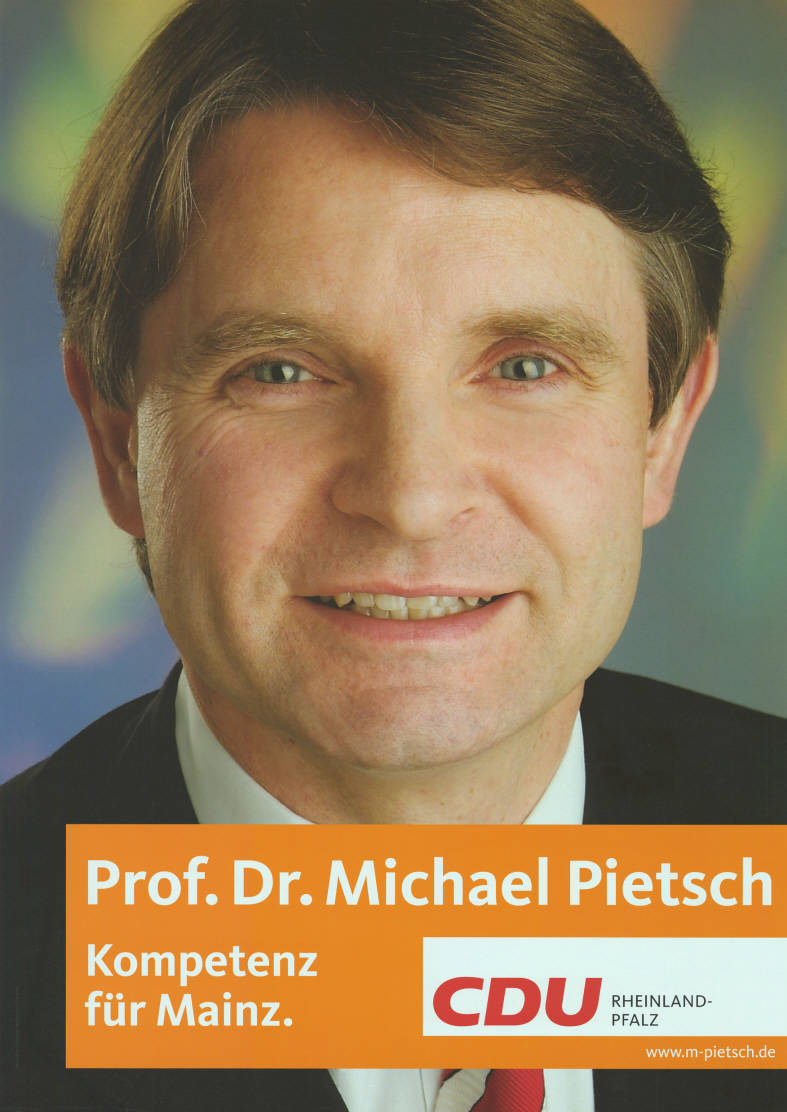
Kandidatenplakat zur Landtagswahl in Rheinland-Pfalz 2006

Michael Pietsch (* 28. Juli 1958 in Kassel; † 22. September 2022 in Mainz) war ein deutscher Mediziner, Hygieniker und Politiker (CDU).

## Leben und Beruf
Die Eltern von Michael Pietsch stammten aus der Grafschaft Glatz sowie dem Waldenburger Bergland. Er studierte nach seinem Abitur 1977 in Darmstadt von 1979 bis 1985 Chemie, Medizin und Katholische Theologie an der Technischen Hochschule Darmstadt, Johannes Gutenberg-Universität Mainz und der Universität Innsbruck. 1986 wurde er mit einer Arbeit über die infektiöse Ursache chronisch-entzündlicher Erkrankungen in Mainz zum Dr. med. promoviert. 1986/87 war er Assistenzarzt für Chirurgie, Gynäkologie und Geburtshilfe im Marienhospital Darmstadt. Von 1987 bis 1990 war Pietsch Wissenschaftlicher Mitarbeiter im Hygiene-Institut der Universität Mainz.
Er schloss 1990 eine Facharztweiterbildung für Hygiene und Umweltmedizin an der Mainzer Universität sowie zum Tropenmediziner und Medizinische Parasitologie am Tropeninstitut (Bernhard-Nocht-Institut für Tropenmedizin) in Hamburg an. Von 1990 bis 1992 war er Oberarzt im Hygiene-Institut der Universität Mainz. 1990/91 war er bei verschiedenen Forschungs- und Lehraufenthalten am Universitätsklinikum Butare (heute: Huye) in Ruanda engagiert.
Von 1992 bis 1994 war er bei der Landesgesundheitsbehörde in Schwerin in der Direktion und Abteilungsleitung Mikrobiologie tätig und mit der Neuorganisation des Gesundheitswesens von Mecklenburg-Vorpommern beschäftigt. 1994 habilitierte er sich an der Universität Greifswald und erhielt die Venia legendi für das Fach Hygiene. Es schloss sich eine Leitungsfunktion der Abteilung für Hygiene und Umweltmedizin der Johannes Gutenberg-Universität Mainz mit den Fachgebieten Impfschutz, krankenhaushygienische Kontrollen und die Sicherstellung der Wasserhygiene an. 2008 erfolgte die Ernennung zum Akademischen Direktor. Seit 2015 war er Leiter der Abteilung für Hygiene und Infektionsprävention und Leitender Krankenhaushygieniker der Universitätsmedizin Mainz.
2003 erfolgte die Ernennung zum Professor durch den rheinland-pfälzischen Wissenschaftsminister Jürgen Zöllner. Er war seit 2007 Gastprofessor für Hygiene an der Medizinischen Hochschule in Woronesch.
Pietsch war Berater des Sanitätsamtes der Bundeswehr, des Landesamtes für Soziales, Jugend und Versorgung sowie des Deutschen Instituts für Normung (DIN). Er wurde 1988 nach einem Offizierlehrgang an der Sanitätsakademie der Bundeswehr in München zum Stabsarzt d. R. und 2002 zum Oberstarzt d. R. befördert.
Pietsch war seit 1979 Mitglied der katholischen Studentenverbindung KDStV Nassovia Darmstadt im CV, später wurde er Mitglied der schlesischen AV Salia-Silesia Gleiwitz und der KDStV Rhenania-Moguntia Mainz.
Er war mit der Ärztin Regina Pietsch verheiratet und hinterlässt drei Töchter. Michael Pietsch starb nach schwerer Krankheit am 22. September 2022 in Mainz.

## Politik
Pietsch war seit 1973 Mitglied der Christlich Demokratischen Union Deutschlands (CDU). Er war in der Kommunalpolitik engagiert und von 2004 bis 2019 Mitglied des Mainzer Stadtrates und dort umweltpolitischer Sprecher der CDU-Fraktion. Von 2000 bis 2014 gehörte er als kooptiertes Mitglied dem Landesvorstand der rheinland-pfälzischen CDU an. Seit 2014 war er im Bundesfachausschuss Gesundheit und Pflege der CDU.
Zur Landtagswahl in Rheinland-Pfalz 2006 trat er im Wahlkreis Mainz II an, unterlag jedoch der SPD-Kandidatin Doris Ahnen; sein Listenplatz reichte ebenfalls nicht, um in den Landtag einzuziehen.
Er war Mitglied des Bundesvorstandes der Ost- und Mitteldeutschen Vereinigung in der CDU/CSU. Zudem engagierte er sich in der Landsmannschaft Schlesien, ebenda von 2002 bis 2013 Präsident der Schlesischen Landesvertretung. Seit 2005 vertrat Pietsch die Landsmannschaft Schlesien in der Jury des Kulturpreises Schlesien des Landes Niedersachsen, seit 2009 gehörte er dem Stiftungsrat der Stiftung „Deutsche Kultur im östlichen Europa“ und seit 2013 dem Stiftungsrat des Schlesischen Museums zu Görlitz an.
2008 wurde er Vizepräsident des Vereins Haus Schlesien und 2016 Präsident des Vereins. Er engagierte sich vor allem für die Neugestaltung des Dokumentations- und Informationszentrums (DIZ) des Hauses Schlesien.
Darüber hinaus engagierte er sich für den Bund der Vertriebenen, dessen langjähriges Vorstandsmitglied er im Landesverband Rheinland-Pfalz war. Seit November 2006 war er Mitglied des Kuratoriums der Stiftung Ostdeutscher Kulturrat.

## Auszeichnungen und Ehrungen
- 1996 Fresenius-Hygiene-Preis der Deutschen Gesellschaft für Krankenhaushygiene (DGKH) für die Entwicklung eines Desinfektionsapparats für geschlossene Beatmungssysteme
- 2006 Ehrendoktorwürde der Medizin von der Medizinischen Universität Woronesch in der Russischen Föderation[6]
- 2013 Burdenko-Orden der Medizinischen Universität Woronesch für Verdienste um die akademische Zusammenarbeit
- 2019 Ehrenring der Stadt Mainz für kommunalpolitische Verdienste[7]
- Schlesierkreuz der Landsmannschaft Schlesien[1]

## Veröffentlichungen (Auswahl)
- mit H. Riegel und R. Pietsch: Memorix Laboratoriumsmedizin, Chapman & Hall London/Glasgow/Weinheim/New York (1996) (auch in italienischer Sprache erschienen)
- mit H. Mittermayer: Impfmanagement – Qualitätssicherung in der Prävention, Heidelberger Verlagsanstalt, 1. Auflage (1996), 2. Auflage (1998)
- mit H. Riegel und K. Mross: Vademecum Labormedizin, Springer Verlag Berlin/Heidelberg/New York, 6. Auflage (1993), 7. Auflage (2003) (auch in italienischer und ungarischer Sprache erschienen)
- mit B. Jansen: Einführung in die Hygiene und Umweltmedizin, Senfkorn-Verlag, Görlitz/St. Annaberg, 1. Auflage (2001), 2. Auflage (2003)
- Edition aseptica, Band 2: Praktische Infektiologie, Medienfabrik Gütersloh, 2008
- mit H. Holz: Hygiene im Stationsbereich Medienfabrik Gütersloh 2015
- mit P. Krawietz: Einige grundlegende Aspekte der Medizin, Senfkorn-Verlag 2015, Görlitz (zweisprachig deutsch-russisch)
- Carl Flügge – Erster Hygieniker der Universität Breslau, Senfkorn-Verlag 2021, Görlitz